# Archon bostanchii
Archon bostanchii — вид дневных бабочек из семейства парусников.

## Описание
Основной фон крыльев бледно-жёлтый. Самки крупнее самцов. На крыльях располагаются чёрные, красные и синие пятна. Переднее крыло треугольное, широкое. Наружный край крыльев округлый. Нижние крылья закруглены. Глаза гладкие, крупные, снабжённые маленькими бугорками, на которых сидят короткие щетинки. Усики булавовидные, относительно короткие (составляют 1/3 — 1/4 длины костального края переднего крыла).

## Ареал
Эндемик Ирана. Известен только из типовой местности: Иран, Лурестан, Пол-е-Дохтар, где он локально встречается на полузасушливыми каменистыми склонах на высоте около 900 метров над уровнем моря.

## Биология
Бабочки ведут исключительно дневной образ жизни и активны только в солнечную погоду. Нуждаясь в дополнительном питании, они охотно посещают цветущие растения. Развивается в одном поколении за год. Гусеницы кормятся на растениях рода Aristolochia: Aristolochia olivieri.